# 長野県乗鞍自然保護センター

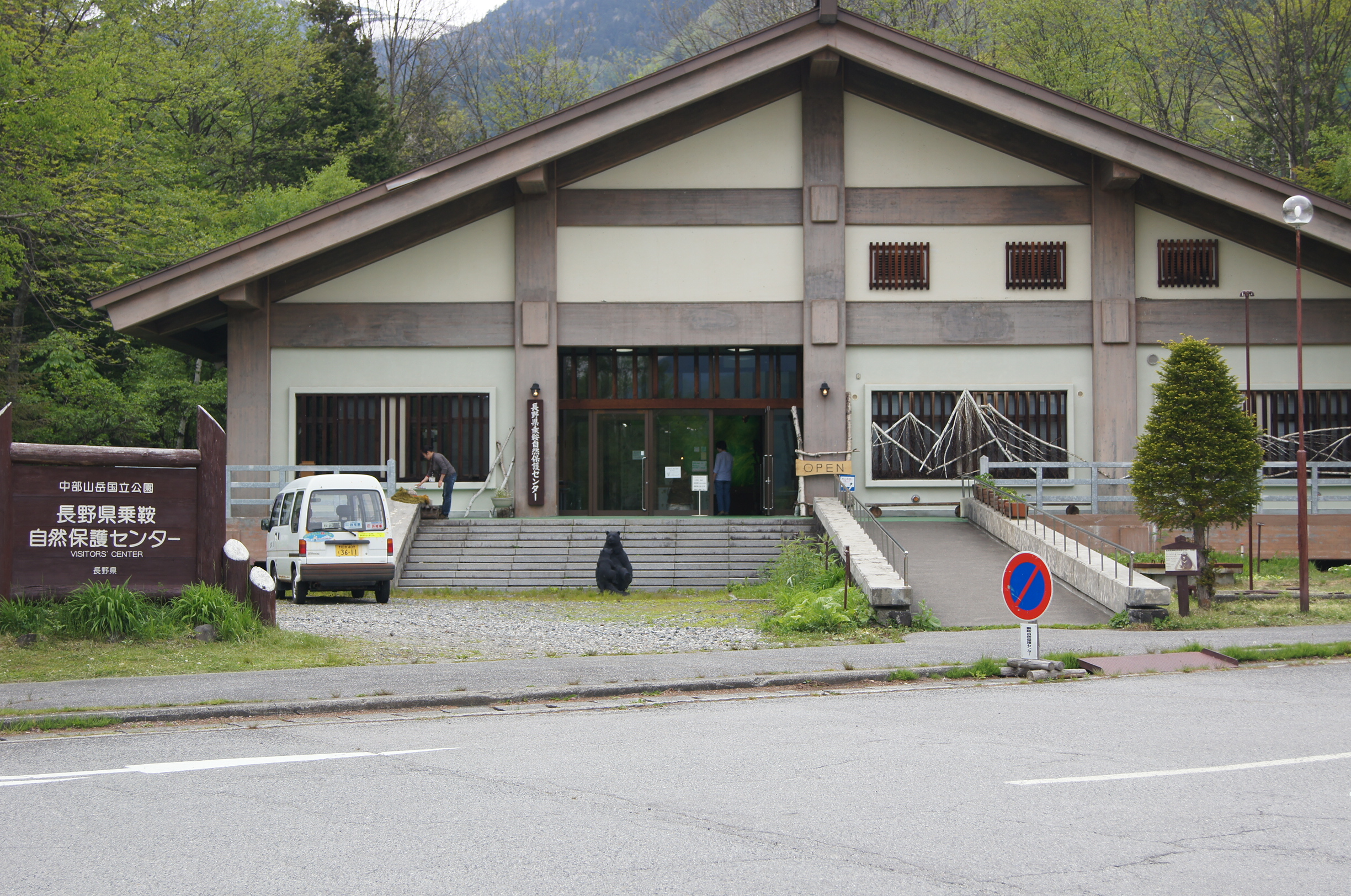
自然保護センター建物前面

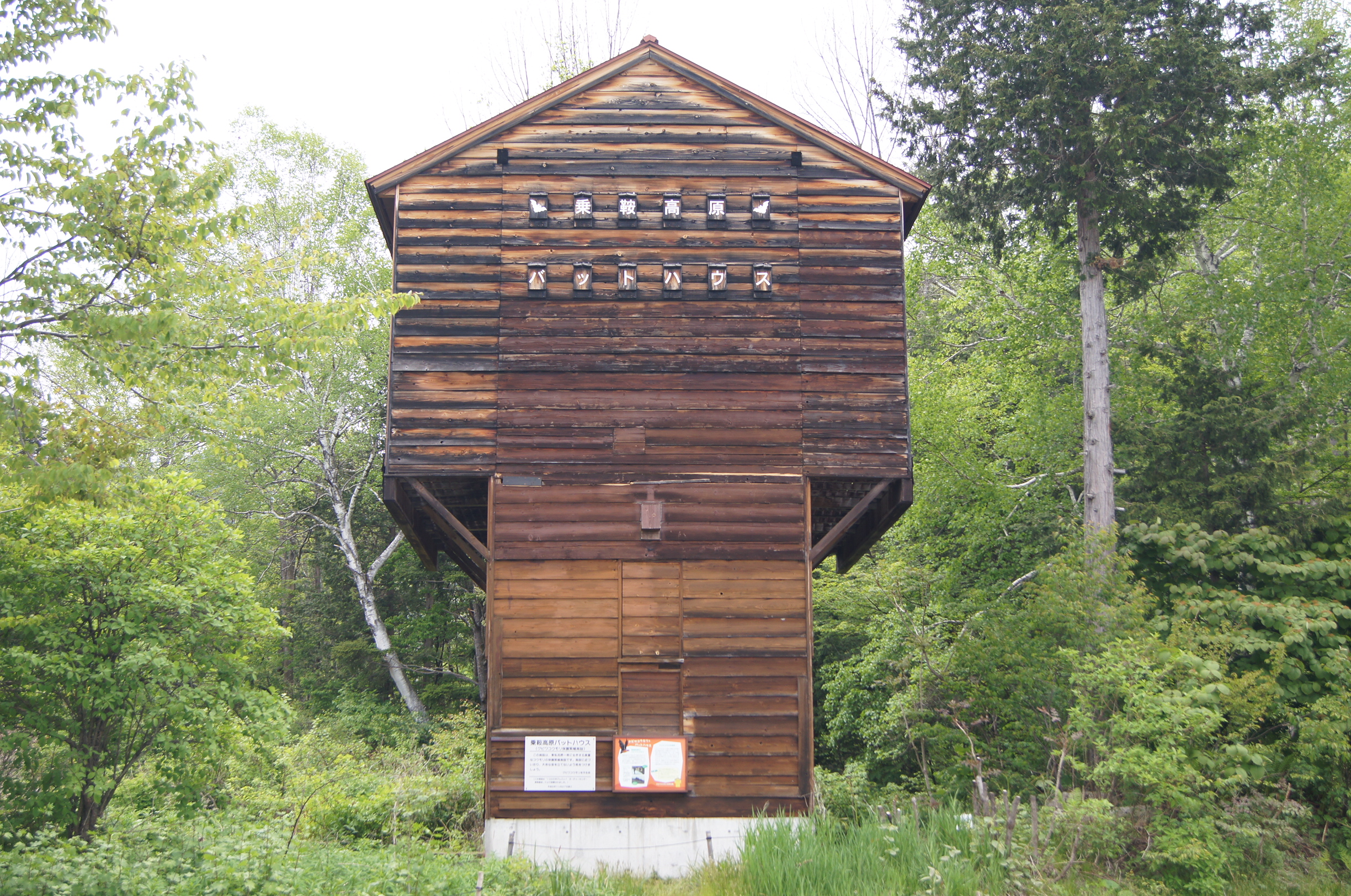
自然保護センターの右側にならぶバットハウス（本文記述参照）

長野県乗鞍自然保護センター（ながのけんのりくらしぜんほご- ）は、長野県松本市安曇の乗鞍高原にある県立の観光施設。

## 概要
乗鞍を訪れた人が、より深く乗鞍の自然と、人々の暮らしを理解できるように設置された。ロビー・展示室・レクチャールーム・ギャラリーなどからなる。

## 展示

### 動植物
- ライチョウの生態等をパネルで紹介
- 動植物の様子を再現

### 地理・地質
- 乗鞍の生いたちを岩石標本とともに展示
- 乗鞍全域の様子がわかる模型の展示

### 生活と文化
- 人々の生活と文化を紹介するコーナー
- 乗鞍の蕎麦作りや、世界の蕎麦について解説
- 近年までの食生活を、道具とともに展示・解説
- 白骨温泉などの温泉の歴史について写真で見る
- 乗鞍高原とスキー観光について紹介
- 昔の生活道具の展示

## バットハウス
乗鞍高原には数種類のコウモリが生息しているが、クビワコウモリの集団繁殖地は乗鞍にしかない。乗鞍自然保護センターの建物に隣接して木造の巣作り施設である「バットハウス」が建てられ、調査・保護活動が行われている。クビワコウモリは長野県により希少野生動植物として指定されている。

## 利用情報
- 開館期間：4月15日～11月15日
- 開館時間：8時30分～17時
- 入場料：無料

## 交通アクセス
- アルピコ交通上高地線新島々駅からバスで約45分。観光センター前停留所のすぐ前

## 参考資料
- 長野県乗鞍自然保護センター紹介リーフレット